# جلان فيليبس
جلان فيليبس (بالإنجليزية: Glen Phillips)‏ هو مغن مؤلف ومغني وكاتب أغاني وشاعر أمريكي، ولد في 29 ديسمبر 1970 في سانتا باربارا في الولايات المتحدة.

## وصلات خارجية
- الموقع الرسمي
- جلان فيليبس على موقع IMDb (الإنجليزية)
- جلان فيليبس على موقع ميوزك برينز (الإنجليزية)
- جلان فيليبس على موقع أول ميوزيك (الإنجليزية)
- جلان فيليبس على موقع ديسكوغز (الإنجليزية)
- جلان فيليبس على موقع قاعدة بيانات الفيلم (الإنجليزية)